# Мирное (Ореховский район)
Ми́рное (укр. Мирне) — село в Ореховском районе Запорожской области
Украины. Является административным центром Мирненского сельского совета, в который не входят другие населённые пункты.

## Население
Население по данным всеукраинской переписи 2001 года составляло 872 человека.

## Географическое положение
Мирное находится на расстоянии в 3 км от села Долинка и в 4 км от села Степовое. В 20 км от села расположен районный центр город Орехов.

## История
Село основано в 1928 году как хутор Ясан, который в 1945 году был переименован в Мирное.

## Экономика
- ООО «Татис»

## Объекты социальной сферы
- Школа
- Детский сад
- Дом культуры
- Участковая больница и врачебная амбулатория

## Достопримечательности
- Братская могила 286 советских воинов
- Монумент «Скорбящая мать»